# Uning Pune
Uning Pune is een bestuurslaag in het regentschap Gayo Lues van de provincie Atjeh, Indonesië. Uning Pune telt 667 inwoners (volkstelling 2010).